# Дюрант, Декоби
Декоби Дюрант (англ. Decobie Durant; 9 февраля 1998, Ламар, Южная Каролина) — профессиональный американский футболист, корнербек клуба НФЛ «Лос-Анджелес Рэмс». На студенческом уровне выступал за команду университета штата Южная Каролина. На драфте НФЛ 2022 года был выбран в четвёртом раунде.

## Биография
Декоби Дюрант родился 9 февраля 1998 года в Ламаре в Южной Каролине. Там же окончил старшую школу. В 2015 году в составе её футбольной команды он стал победителем чемпионата штата во II дивизионе. Кроме этого, Дюрант играл в баскетбол и бейсбол, занимался лёгкой атлетикой. После выпуска он не получил предложений спортивной стипендии от колледжей. Проведя год в подготовительной школе Палметто в Колумбии, он устроился на работу в компанию FedEx. В 2017 году тренер из университета штата Южная Каролина Джералд Харрисон пригласил Дюранта в команду без стипендии.

### Любительская карьера
Сезон 2017 года Дюрант провёл в статусе освобождённого игрока, не принимая участия в матчах команды. С 2018 по 2021 год он выступал за Буллдогз в турнире поддивизиона FCS I дивизиона NCAA. В сезоне 2021 года он сделал 12 перехватов и был признан лучшим защитником Спортивной конференции Мид-Истерн. По итогам турнира Дюрант был включён в сборную звёзд FCS.

### Профессиональная карьера
Перед драфтом НФЛ 2022 года аналитик сайта лиги Лэнс Зирлейн характеризовал Дюранта как очень уверенного в себе защитника, способного вести борьбу даже против более габаритных соперников. К плюсам игрока Зирлейн отнёс быстроту и навыки действий по мячу. Джеймс Фрагоза из Pro Football Network прогнозировал ему будущее слот-корнербека из-за его антропометрических данных и отмечал, что Дюранту нужно будет набрать больше веса. Преимуществами игрока Фрагоза называл умение выбрать верный угол для выполнения захвата, готовность выполнять на поле любую работу и качество его действий на маршрутах.
На драфте Дюрант был выбран «Лос-Анджелес Рэмс» в четвёртом раунде под общим 142-м номером. В июне он подписал с клубом четырёхлетний контракт на общую сумму 4,1 млн долларов.

#### Статистика выступлений в НФЛ

##### Регулярный чемпионат
| Сезон | Команда           | Игры | Захваты | Захваты | Захваты | Захваты | Захваты | Перехваты | Перехваты | Перехваты | Перехваты | Перехваты | Фамблы | Фамблы | Фамблы | Фамблы |
| Сезон | Команда           | Игры | Solo    | Ast     | Tot     | Loss    | Sk      | Int       | Yds       | Y/R       | TD        | PD        | FR     | Yds    | TD     | FF     |
| ----- | ----------------- | ---- | ------- | ------- | ------- | ------- | ------- | --------- | --------- | --------- | --------- | --------- | ------ | ------ | ------ | ------ |
| 2022  | Лос-Анджелес Рэмс | 1    | 0       | 0       | 0       | 0       | 0,0     | 0         | 0         | 0,0       | 0         | 0         | 0      | 0      | 0      | 0      |
| Всего | Всего             | 1    | 0       | 0       | 0       | 0       | 0,0     | 0         | 0         | 0,0       | 0         | 0         | 0      | 0      | 0      | 0      |

* На 10 сентября 2022 года